# Кути (Херцег Нови)
Кути је насеље у општини Херцег Нови у Црној Гори. Према попису из 2003. било је 607 становника (према попису из 1991. било је 443 становника). У насељу се налазе рушевине цркве светог Томе, која потиче из преднемањићког доба.

## Демографија
У насељу Кути живи 469 пунолетних становника, а просечна старост становништва износи 38,1 година (37,4 код мушкараца и 38,9 код жена). У насељу има 178 домаћинстава, а просечан број чланова по домаћинству је 3,40.
Ово насеље је углавном насељено Србима (према попису из 2003. године).
|  |

| Демографија | Демографија | Демографија |
| Година      | Становника  | Становника  |
| ----------- | ----------- | ----------- |
|             |             |             |
|             |             |             |
|             |             |             |
|             |             |             |
| 1948.       | 506         |             |
| 1953.       | 480         |             |
| 1961.       | 471         |             |
| 1971.       | 477         |             |
| 1981.       | 607         |             |
| 1991.       | 443         | 440         |
| 2003.       | 620         | 607         |
|             |             |             |

| Етнички састав према попису из 2003.‍ | Етнички састав према попису из 2003.‍ | Етнички састав према попису из 2003.‍ | Етнички састав према попису из 2003.‍ | Етнички састав према попису из 2003.‍ |
| ------------------------------------ | ------------------------------------ | ------------------------------------ | ------------------------------------ | ------------------------------------ |
|                                      |                                      |                                      |                                      |                                      |
| Срби                                 | Срби                                 |                                      | 418                                  | 68,86%                               |
| Црногорци                            | Црногорци                            |                                      | 132                                  | 21,74%                               |
| Муслимани                            | Муслимани                            |                                      | 7                                    | 1,15%                                |
| Бошњаци                              | Бошњаци                              |                                      | 4                                    | 0,65%                                |
| Хрвати                               | Хрвати                               |                                      | 3                                    | 0,49%                                |
| Југословени                          | Југословени                          |                                      | 2                                    | 0,32%                                |
| Мађари                               | Мађари                               |                                      | 1                                    | 0,16%                                |
| непознато                            | непознато                            |                                      | 6                                    | 0,98%                                |

| Година пописа     | 1948. | 1953. | 1961. | 1971. | 1981. | 1991. | 2003. |
| ----------------- | ----- | ----- | ----- | ----- | ----- | ----- | ----- |
| Број домаћинстава | 106   | 110   | 106   | 108   | 156   | 124   | 178   |

| Број чланова      | 1   | 2  | 3  | 4  | 5  | 6  | 7  | 8 | 9 | 10 и више | Просек |
| ----------------- | --- | -- | -- | -- | -- | -- | -- | - | - | --------- | ------ |
| Број домаћинстава | 178 | 32 | 30 | 34 | 37 | 26 | 10 | 4 | 2 | 1         | 2      |

| Пол    | Укупно | Неожењен/Неудата | Ожењен/Удата | Удовац/Удовица | Разведен/Разведена | Непознато |
| ------ | ------ | ---------------- | ------------ | -------------- | ------------------ | --------- |
| Мушки  | 242    | 87               | 145          | 1              | 6                  | 3         |
| Женски | 264    | 73               | 142          | 34             | 12                 | 3         |
| УКУПНО | 506    | 160              | 287          | 35             | 18                 | 6         |

| Пол    | Укупно                    | Пољопривреда, лов и шумарство | Рибарство                            | Вађење руде и камена | Прерађивачка индустрија       |
| ------ | ------------------------- | ----------------------------- | ------------------------------------ | -------------------- | ----------------------------- |
| Мушки  | 96                        | 2                             | 0                                    | 0                    | 15                            |
| Женски | 75                        | 0                             | 0                                    | 0                    | 2                             |
| УКУПНО | 171                       | 2                             | 0                                    | 0                    | 17                            |
| Пол    | Производња и снабдевање   | Грађевинарство                | Трговина                             | Хотели и ресторани   | Саобраћај, складиштење и везе |
| Мушки  | 5                         | 4                             | 37                                   | 4                    | 4                             |
| Женски | 0                         | 0                             | 29                                   | 12                   | 0                             |
| УКУПНО | 5                         | 4                             | 66                                   | 16                   | 4                             |
| Пол    | Финансијско посредовање   | Некретнине                    | Државна управа и одбрана             | Образовање           | Здравствени и социјални рад   |
| Мушки  | 1                         | 2                             | 8                                    | 2                    | 6                             |
| Женски | 0                         | 2                             | 6                                    | 5                    | 17                            |
| УКУПНО | 1                         | 4                             | 14                                   | 7                    | 23                            |
| Пол    | Остале услужне активности | Приватна домаћинства          | Екстериторијалне организације и тела | Непознато            | Непознато                     |
| Мушки  | 3                         | 0                             | 0                                    | 3                    | 3                             |
| Женски | 2                         | 0                             | 0                                    | 0                    | 0                             |
| УКУПНО | 5                         | 0                             | 0                                    | 3                    | 3                             |

## Знамените личности
- Саво Накићеновић, српски православни свештеник, географ, историчар и етнолог